# 第三大道-149街車站
第三大道-149街車站（英語：Third Avenue–149th Street station）是紐約地鐵IRT白原路線一個地鐵站，位於南布朗克斯梅爾羅斯及莫特哈文的樞紐第三大道及東149街（後者亦被稱為「尤金尼奧·瑪利亞·德·霍斯托斯林蔭路」），設有2號線及5號線列車服務，後者深夜時不停靠此站。此站是布朗克斯第二繁忙的車站，僅次於161街-洋基體育場車站），2015年有超過700萬人次使用，是全紐約地鐵第58位。

## 車站結構
| G        | 街道               | 出入口 上城升降機位於149街及第三大道西南角；下城升降機位於西北角                                                       |
| P 月台層 | 側式月台，右側開門 | 側式月台，右側開門 |
| P 月台層 | 南行               | 往夫拉特布殊大道-布魯克林學院（149街-大廣場） · 往夫拉特布殊大道-布魯克林學院（平日）/滾球綠地（週末）（149街-大廣場） |
| P 月台層 | 北行               | 往威克菲爾德-241街（傑克遜大道） · 往涅雷大道（黃昏尖峰時段）/代里大道（尖峰時段東180街，其餘傑克遜大道）              |
| P 月台層 | 側式月台，右側開門 | |

此站設有兩個側式月台和兩條軌道，月台之間不設跨線橋。車站曾翻新以在車站兩側安裝無障礙通行升降機。閘機設於月台層，並設有一個已關閉的下通道。每個閘區都設有一個巴士轉乘位置，用作連接取代布朗克斯IRT第三大道線的舊Bx55巴士線。現時額外的位置和三棍閘機自從1997年7月引入MetroCard跨系統轉乘起已經不再使用。

## 外部連結
- nycsubway.org—IRT White Plains Road Line: 3rd Avenue/149th Street
- nycsubway.org — Una Raza, Un Mundo, Universo (One Race, One World, One Universe) Artwork by Jose Ortega (1996) （页面存档备份，存于）
- Station Reporter — 2 Train
- Station Reporter — 5 Train
- The Subway Nut — 3rd Avenue–149th Street Pictures （页面存档备份，存于）
- MTA's Arts For Transit — 3rd Avenue–149th Street (IRT White Plains Road Line)
- Third Avenue entrance from Google Maps Street View
- Platforms from Google Maps Street View